# Френк Велкер
Френклин Вендел Велкер (енгл. Franklin Wendell Welker; Денвер, 12. март 1946) амерички је глумац, гласовни глумац и комичар. Заслужан је за широк спектар гласова које је подарио ликовима у многим цртаним филмовима, играним филмовима и видео играма. Често се назива ”краљ гласовних улога” због преко 1200 својих улога, почевши од 1969.

## Биографија
Рођен је 12. марта 1946. у Денверу, Колорадо. Пре него што је почео каријеру гласовног глумца, Велкер је био филмски глумац и појављивао се у разним филмовима, као на пример Елвисов Проблем са девојкама. Једна од Велкерових првих улога као гласовног глумца је била улога Фреда Џонса, вође тима за решавање мистерија из цртаног филма Хане-Барбере Скуби Ду. Ту улогу Велкер је задржао кроз многе касније верзије и наставке серије. Осамдесетих година је давао глас ликовима из многих цртаних филмова као што су Трансформерс, Динорајдерс и Џи Ај Џо. У Трансформерсима је давао глас скоро свим оригиналним Десептиконима. После издавања филма Трансформерс, преузео је улогу Аутобота Вилија, доцније и улогу Галватрона од Ленарда Нимоја. Како је већ био обезбедио вриске за доктора Спока у Звезданим стазама III: Потрага за Споком, ово је означено као други пут да је наследио улогу од Нимоја. Велкер је урадио много играних филмова током деведесетих. Међу његове улоге спадају гласовни ефекти за лик Гороа из филма Мортал комбат.

## Улоге

### Цртани филмови
- 101 далматинац
- Аладин – Абу, раџа, Ксеркс
- Гарфилд и пријатељи
- Декстерова лабораторија
- Динорајдерс
- Инспектор Геџет – Мозак, доктор Канџа и Луда Мачка
- Мапетове бебе – Кермит
- СВОТ мачке – Др. Вајпер
- Скуби Ду – Фреди Џонс, Скуби Ду
- Симпсонови – Божић Батин Мали Помоћник и Сноубол II
- Сноркијевци
- Трансформерси – Мегатрон, Галватрон, Саундвејв и његове касетице, Шоквејв, Мираж, Вили
- Футурама – Ниблер
- Херкул – Пегаз
- Џетсони
- Џи Ај Џо – Коперхед, Флеш, Фридом, Џанкјард, Поли, Шорт Фјус, Тимвер, Торч и Дивљи Бил
- Штрумпфови – Азраел, Грубер

### Филмови
- Врсте – глас ванземаљца Сила
- Гремлини – Могвај и Гремлини
- Звездана капија
- Звездане стазе III: Потрага за Споком – врисци доктора Спока
- Мортал комбат – Горо
- Пауци нападају — глас различитих паукова
- Мачак са шеширом
- Трансформерси: Доба изумирања – Галватрон
- Трансформерси: Последњи витез – Мегатрон

### Видео игре
- серијал
- 5